# Wiele wiele stap
Wiele wiele stap is een Nederlandstalig kinderboek met peuterversjes, geschreven door Miep Diekmann, met illustraties van Thé Tjong-Khing. Het werd uitgegeven in 1977 door uitgeverij Querido (Amsterdam) en een aantal maal herdrukt (13e druk: 1982). De doelgroep is 2+.
Diekmann schreef twee vervolgdelen met kleuterrijmpjes en -gedichtjes: Stappe stappe step (1979) en Ik en jij spelen wij (1982). In 1996 verschenen deze drie delen in één band, getiteld: Ik zie je wel, ik hoor je wel (6e druk 2011).

## Vertalingen en prijzen
Wiele wiele stap werd vertaald in het Frans en Spaans.
In 1978 werd het boek bekroond met de Gouden Griffel. Tekenaar Thé Tjong-Khing won voor zijn illustraties de Gouden Penseel.
Het juryrapport van de Gouden Griffel zegt onder meer over de inhoud: "Kleine versjes en plaatjes voor heel jonge kinderen rond dagelijkse peuterervaringen. (...) De uitgebeelde peuters en hun ervaringen zijn reëel en daardoor zeer herkenbaar. Belangrijk op de achtergrond zijn steeds de ‘veilige’ volwassenen die een relatie met de peuter hebben. (...) dit boekje (mag) met recht een unicum genoemd worden".

## Boekbesprekingen
Na verschijning en na de toekenning van de Gouden Griffel verschenen er in verschillende kranten besprekingen van het boek.
- "heel bijzonder boekje voor allerkleinsten (...). uit uiterst simpele middelen opgebouwd rond dagelijkse peuterervaringen. (...) De plaatjes van Khing spelen het spel volledig mee. (...) Spelen met taal is een kunst die niet vroeg genoeg geleerd kan worden. Bijzonder warm aanbevolen". (W. Goeman-Van Randen, Leeuwarder courant, 1977).[2]
- "Daarom had ik Wiele wiele stap ook nooit kunnen schrijven toen ik pas begon. Het boekje ziet er heel eenvoudig uit, maar ik heb gewerkt als een paard. (...) Ook de ideeën van de illustraties komen van haar. 'Op zich zijn de woorden hier onvolledig. De tekeningen zijn bij dit boekje een essentieel onderdeel'". (Interview door Hanneke Peters, De Telegraaf, 1978).[3]